# Планка Вивера

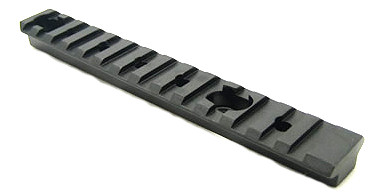
Фотография планки Вивера

Планка Вивера (рельс Вивера, англ. Weaver rail) — система рельсового интерфейса, кронштейн для присоединения дополнительных оружейных аксессуаров и вспомогательных принадлежностей к ручному стрелковому оружию.
Благодаря планке Вивера к оружию можно присоединить:
- оптический или коллиматорный прицел
- тактический фонарь
- лазерный целеуказатель
- подствольный гранатомёт

Также Планка Вивера часто устанавливается на самих прицелах, что позволяет прикреплять к ним дополнительные устройства:
- ИК-фонари
- дальномеры

и другие аксессуары. Планка Weaver может устанавливаться: на пистолеты, винтовки, дробовики и даже спортивные арбалеты. Планка нередко выполняется как несъёмная часть оружия.

## Описание
Единственное различие между планкой Пикатинни (стандарт MIL-STD-1913, 1995 года) и планкой Вивера — размер прорезей, хотя многие из устанавливаемых при помощи планки Вивера принадлежностей могут использоваться и на любом типе планки Пикатинни.
Планка Вивера имеет ширину прорези 0.18 дюйма (около 4.57 мм), но они не всегда располагаются на равном расстоянии друг от друга.
У планки Пикатинни ширина прорези 0.206 дюйма (около 5.23 мм) и расстояние между ними 0.394 дюйма (около 10 мм). Из-за этого устройства, устанавливаемые на планку Вивера, будут легко устанавливаться и на планку Пикатинни, но устройства, предназначенные для крепления на планку Пикатинни, не всегда можно смонтировать на планку Вивера.

## История
Планка Weaver была разработана[когда?] Вильямом Ральфом Вивером (англ. William Ralph Weaver) (1905 — 8 ноября 1975) и его компанией W.R.Weaver Co., которую он основал в 1930 году. Сейчас известная как Weaver Optics, с 2002 года она стала филиалом Meade Instruments Corporation.